# Provincia de Gabrovo
La provincia de Gabrovo (en búlgaro: Област Габрово), es una provincia u óblast ubicado en el centro de Bulgaria. Limita al norte y al este con la provincia de Veliko Tarnovo; al sur con la de Stara Zagora y la de Plovdiv y al oeste con la de Lovech.

## Subdivisiones
La provincia está integrada por cuatro municipios:
- Municipio de Dryanovo (capital: Dryanovo)
- Municipio de Gabrovo (capital: Gabrovo)
- Municipio de Sevlievo (capital: Sevlievo)
- Municipio de Tryavna (capital: Tryavna)

## Principales localidades
Las localidades con más de mil habitantes en 2011 son las siguientes:
1. Gabrovo, 58 950 habitantes
2. Sevlievo, 22 676 habitantes
3. Tryavna, 9426 habitantes
4. Dryanovo, 7377 habitantes
5. Plachkovtsi (Tryavna), 1796 habitantes
6. Riajovtsite (Sevlievo), 1365 habitantes
7. Petko Slaveykov (Sevlievo), 1070 habitantes